# 湯斌
湯斌（1627年11月28日—1687年11月17日），字孔伯，號荊峴，晚號潛庵，河南睢州（今睢縣）人，清朝政治人物、理學家暨書法家，官至工部尚書，卒諡文正。

## 生平

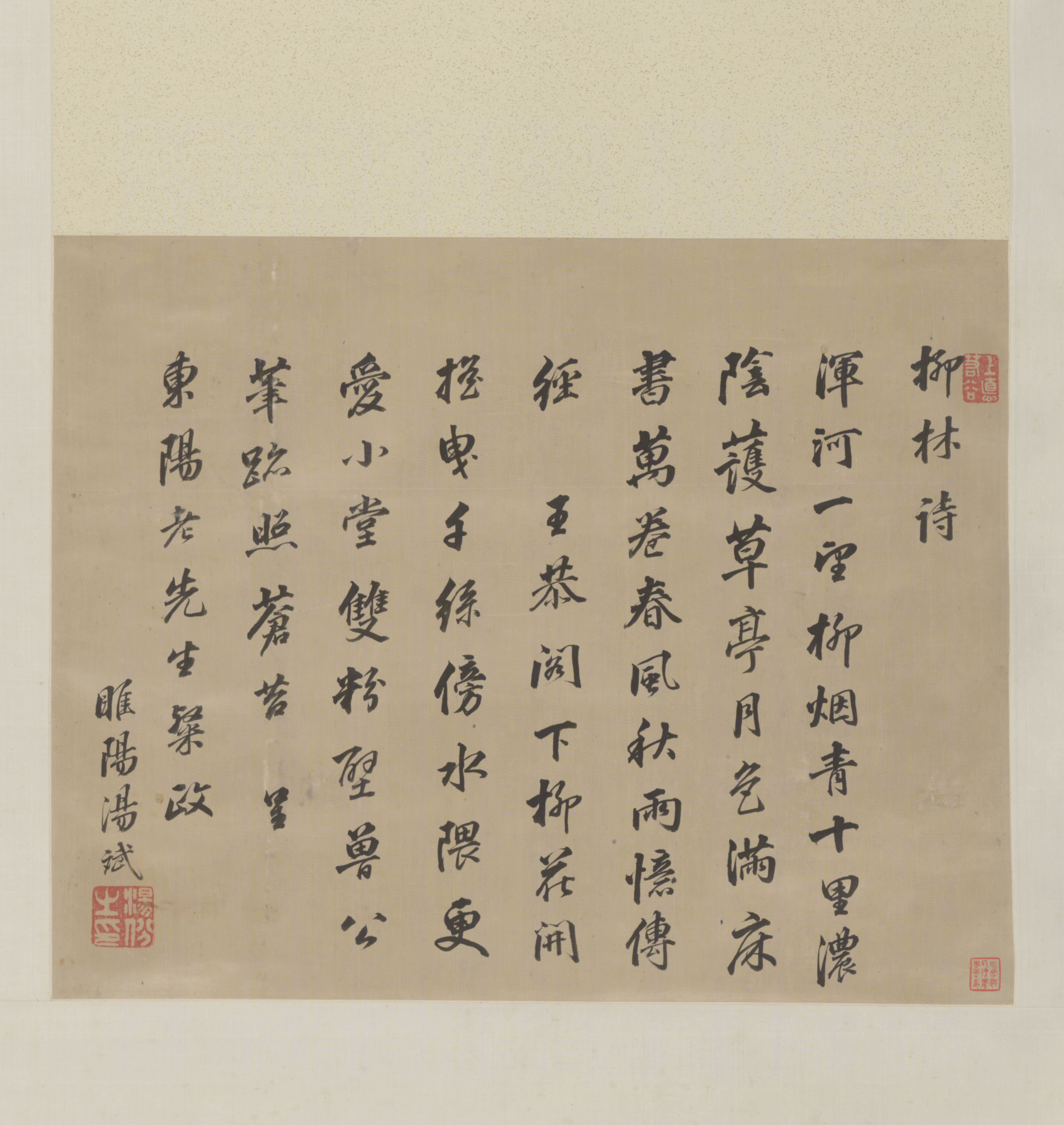
汤斌书法

明熹宗天啟七年，十月二十日生于河南睢州（今河南睢縣）。是閥閱舊族，家教甚嚴，明崇禎十四年（1641年）應童子試，十五歲前讀畢《左傳》、《戰國策》、《公羊》、《史記》、《漢書》等。崇禎十五年（1642年），李自成率軍攻擊湯斌的家鄉，其母赵氏殉節而死，在戰亂環境下成長的他，立下為國為民的心願。
清順治九年（1652年）中進士，踏上仕途，選宏文院庶吉士，授國史院檢討。順治十二年（1655年），出任陝西潼關道員，為不擾地方百姓，他買了三頭騾，主僕各坐一頭，另一頭馱著兩副破舊被褥，一個竹書箱，康熙三年（1664年），湯斌的父親過世，他回家守孝三年。
康熙五年（1666年），湯斌拜孫奇逢為師，曾與顧炎武、黃宗羲等學者研讀宋明理學。康熙十八年應博學鴻詞科，湯斌前去應考，一舉拔得頭籌，授翰林院侍講，康熙二十一年充《明史》總裁。康熙二十三年（1684年）升任內閣學士，是年出任江寧巡撫，任職期間魚肉葷腥概不入衙署，每日只買三塊豆腐作菜餚，人稱“豆腐湯”、“羊裘公”，興禮作教，撫民化俗，掃蕩五通神迷信有成。康熙二十五年（1686年）升任禮部尚書管詹事府事。再充《明史》总裁。
湯斌歷任江西嶺北道參政、內閣學士、禮部侍郎、江蘇巡撫、禮部尚書、工部尚書等職，始終生活清苦、勤政為民，在朝廷上，湯斌忠直敢言，不附權貴，勇於針砭時弊、抨擊朋黨。他手書一聯以自勉：「君恩高似天、臣心直如矢。」，也由於敢言直諫的作風，使得他在官場上樹敵不少，其中得罪當時權傾朝野的明珠，湯斌就任江蘇巡撫時，明珠的黨羽曾向其索賄，被湯斌嚴詞拒絕，這令明珠耿耿於懷。
康熙二十五年（1686年），康熙帝打算為太子胤礽選擇講師。胤礽本人自幼深受寵愛、行為放縱，明珠知道此事棘手，故意舉薦汤斌。康熙帝表示同意，並稱湯斌「素行謹慎，潔己率屬，實心任事，以風有位」。於是，湯斌被任命為禮部尚書兼太子首席講師。上任後，湯斌悉心講授，盡力輔佐太子，然而胤礽積習已久，成效十分有限。明珠便以「教導無方」為由參奏湯斌，康熙帝信以為真，便將湯斌治罪，降官職五級。消息一出，百姓無不義憤填膺，康熙帝平息民怨，於是改詔宣布赦免湯斌，不久後，湯斌染上重病。
康熙二十六年（1687年）十月十一日，於工部尚書的任內病逝。湯斌為官一生，身上僅有俸银八两，其友徐学“赙以二十金，乃能成殡”。

## 評價
湯斌一生清正廉明，是實踐朱學理論的倡導者，所到之處體恤民艱，弊絕風清，政績斐然，被尊為“理學名臣”。雍正十年（1732年），湯斌被平反，一年後入賢良祠。乾隆元年（1736年），乾隆帝賜予湯斌諡號「文正」。清代散文学家方苞称赞他：“国朝语名臣，必首推睢州汤公。”

## 著作
著有《湯子遺書》。

## 註腳
1. ↑  《明史·列女传》
2. 1 2  童超. . . 2010: 44頁.
3. ↑  童超. . . 2010: 44-45頁.
4. 1 2 3  童超. . . 2010: 45頁.
5. ↑  《觚剩续编》：“睢州汤潜庵先生，以江南巡抚内迁大司空。其殁于京邸也，同官唁之。身卧板床，上衣敝蓝丝袄，下着褐色布裤。检其所遗，惟竹笥内俸银八两。昆山徐大司寇赙以二十金，乃能成殡。”

## 延伸阅读
[在维基数据编辑]
 《清史稿·卷265》，出自趙爾巽《清史稿》
 在维基共享资源阅览影像